# Кондокалион
Кондока́лион (греч. Κοντοκάλιον; или Кондока́ли, греч. Κοντοκάλι) — деревня в Греции. Расположена в 5 километрах севернее города Керкиры на берегу залива Гувья Эгейского моря. Входит в сообщество Керкира в общину (дим) Центральная Керкира и Диапонтии-Ниси в периферийной единице Керкира в периферии Ионические острова. Население 1660 жителей по переписи 2011 года.
Деревня носит имя венецианского государственного деятеля Христофоро Кондокали (Cristoforo Condocali), награждённого имением после битвы при Лепанто в 1571 году.
В деревне выстроен православный храм в честь Святой Троицы.

## Население
| Год  | Население, человек |
| ---- | ------------------ |
| 1991 | 1168               |
| 2001 | 1630               |
| 2011 | ↗ 1660             |